# やきもちやき
『やきもちやき』（Calypso Cat、1962年6月22日）はトムとジェリーの作品の一つ。

## 作品内容
ある日いつもどおりトムがジェリーを追いかけていると、きれいなメス猫が登場。トムはべた惚れしジェリーのことなどなかったかのように彼女の魅力に惹きつけられ、ジェリーはこの作品のタイトル通りに「やきもちやき」してトムに構うも無視される始末。トムは彼女についていくものの、警備員にあっけなく見つかり追い出されるが、なんとか船に乗り彼女にチョコレートケーキなどを食べさしていく。ジェリーもバレずに乗り込み、メス猫が座っていた椅子の支えを倒しメス猫を怒らせる。トムはなんとか彼女のご機嫌を取り、島へ到着する。その島にはカリプソを演奏する猫がおり、この猫にメス猫を奪われ、トムが悲しんでいるなか、トムはジェリーが足にマッチをつけていたのに気づき、追いかけっこが始まる。そして結局はふりだしに戻り、いつもの追いかけっこを楽しむジェリーだった。

## 登場キャラクター
トム
メス猫を口説き倒そうとするもカリプソを演奏する猫に彼女を寝取られ、最後にはいつもどおりジェリーを追いかけていた。
ジェリー
トムがメス猫に夢中なせいで、やきもちを焼く。だが最後にはトムに追いかけられていた。
カリプソを演奏する猫
カリプソを演奏し、メス猫を口説き落とす。
メス猫
トムといい感じだったがカリプソを演奏する猫に口説き落とされ最後は、カリプソを演奏する猫についていった。

## 備考
このストーリーはハンナ・バーベラが制作した春はいたずらもののストーリーとそっくりである。